# Lilli Carati
Lilli Carati (Varese, 23 de setembro de 1956 — Varese, 20 de outubro de 2014) foi o nome artístico de uma atriz pornográfica italiana, que estrelou inúmeros filmes eróticos de seu país natal, durante as décadas de 70 e 80, entre eles o polêmico Alcova.